# Godin (cràter)
Godin és un cràter d'impacte lunar situat just al sud del cràter Agrippa, en una regió de terres altes i accidentades a l'est del Sinus Medii. El cràter Tempel, molt desgastat, es troba al nord-est, al costat est d'Agrippa. Al sud apareixen les restes inundades de lava del cràter Lade.

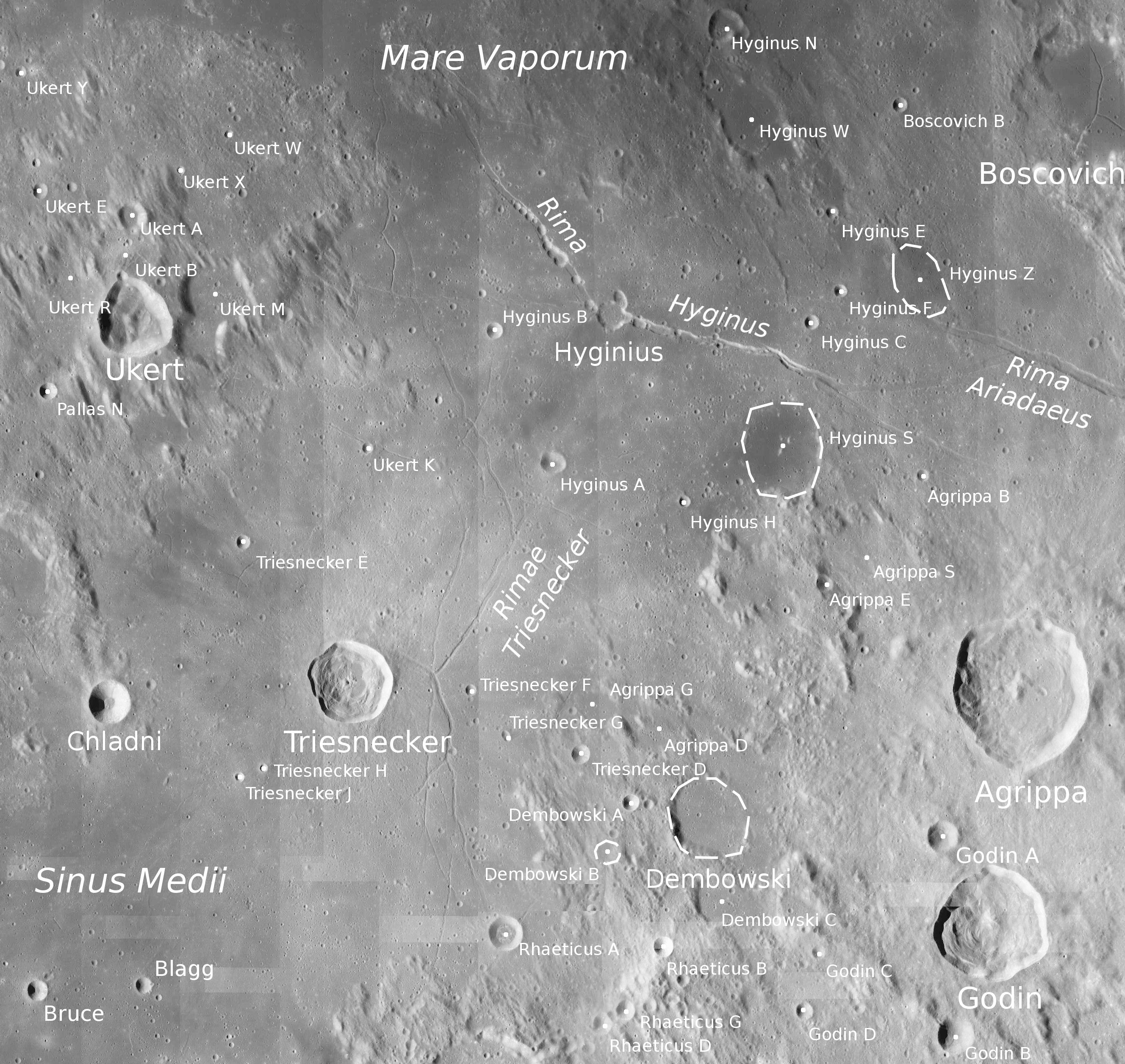
Localització de Godin (inferior dreta de la imatge)
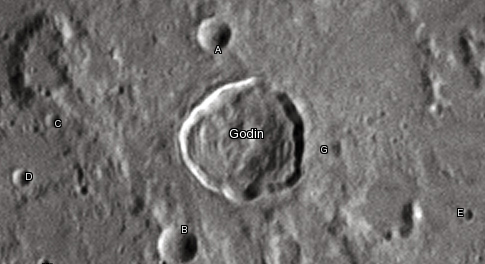
Cràters satèl·lit

La vora de Godin és més ampla en la seva meitat sud que a la del nord, donant-li un contorn lleugerament en forma de pera. L'interior és de superfície rugosa, amb una albedo superior a la dels voltants. Un pic central s'eleva des del fons al punt mitjà, i un feble sistema de marques radials envolta el cràter i s'estén fins a uns 375 quilòmetres de distància.

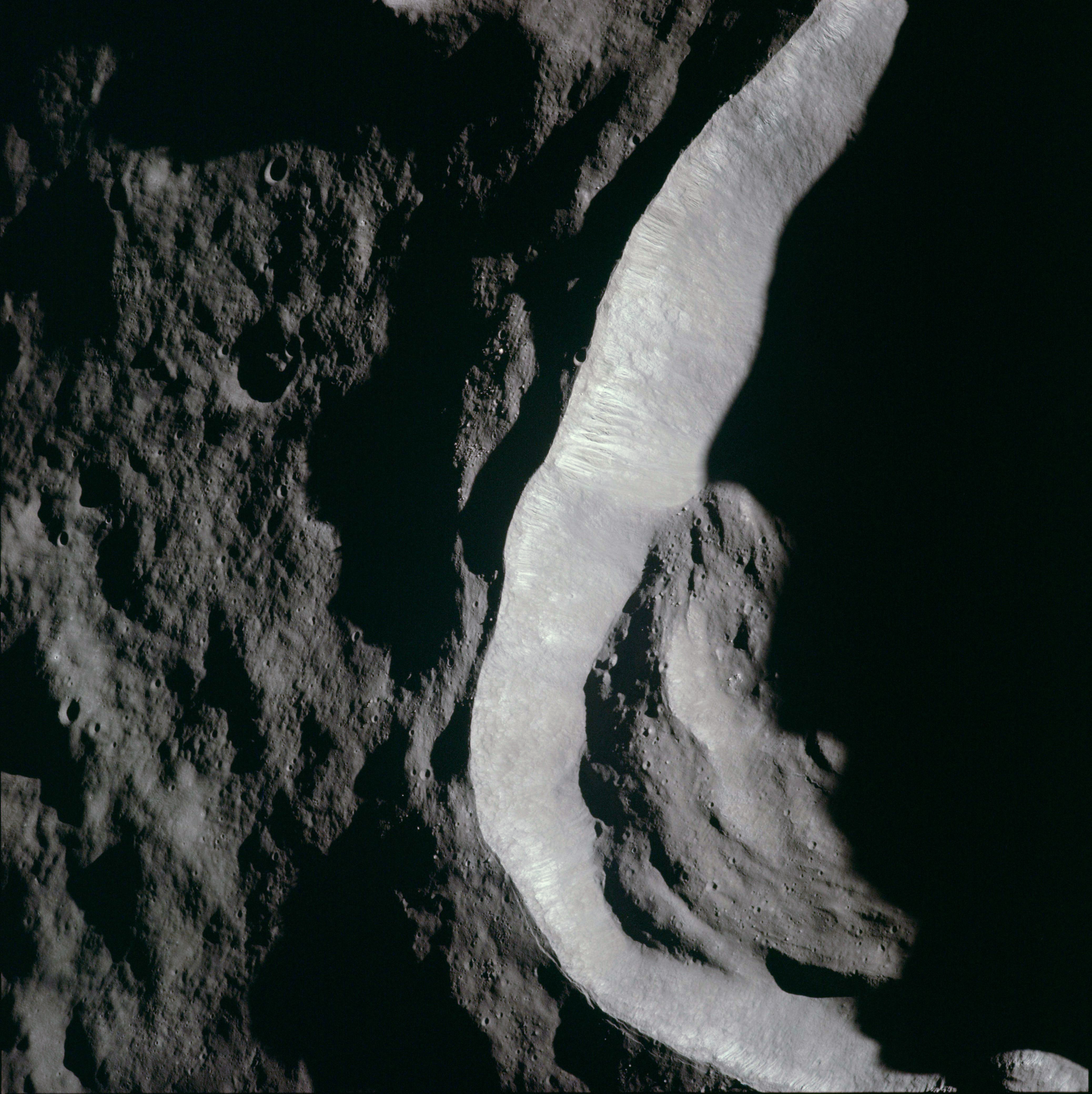
Fotografia de la missió Apollo 10
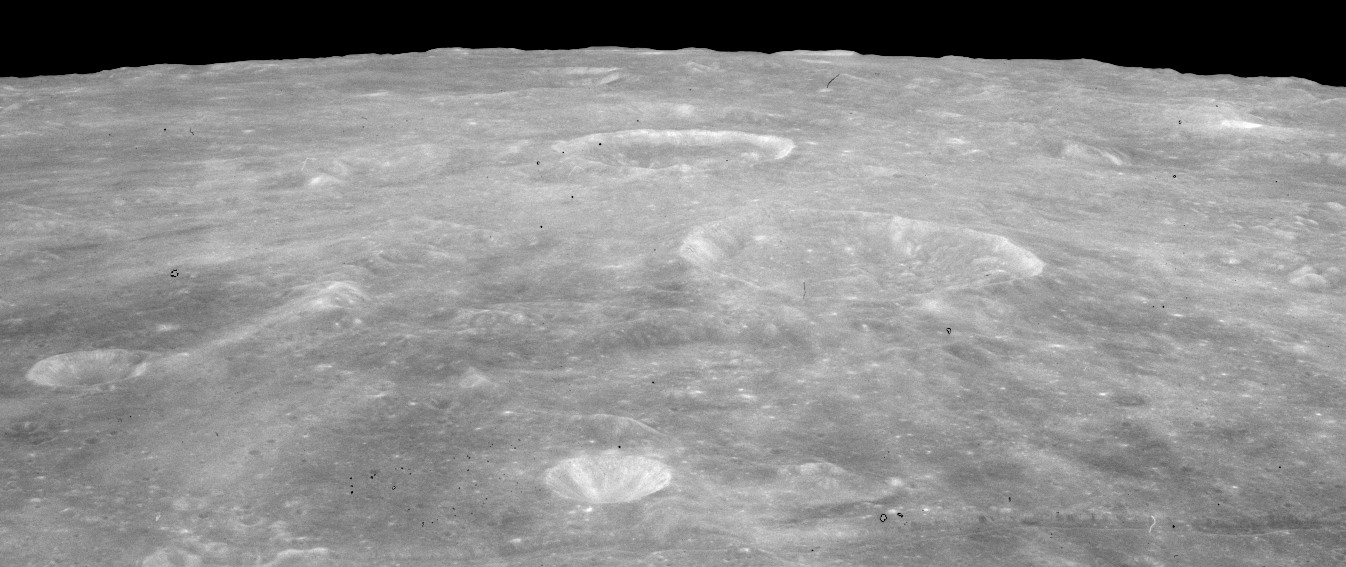
Fotografia de la missió Apollo 15

A causa d'aquests raigs, que indiquen el seu origen relativament recent, Godin està assignat com a part del Període Copernicà.

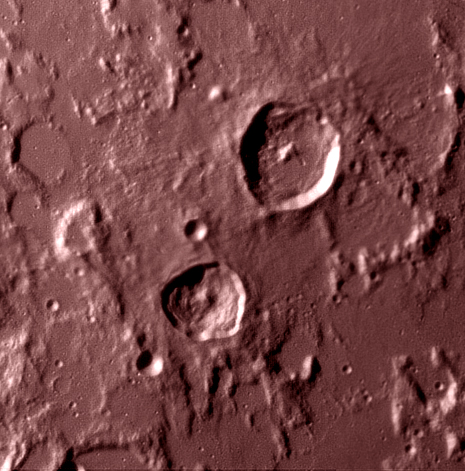
Imatge infraroja de Godin i Agrippa (Cambra SIRCA). Observatori d'Estocolm

El cràter deu el seu nom a Louis Godin (1704-1760), astrònom francès i membre de l'Acadèmia Francesa de les Ciències, que va treballar al Perú, Espanya, Portugal i França.

## Cràters satèl·lit
Per convenció, aquests elements són identificats als mapes lunars posant la lletra al costat del punt mitjà del cràter que està més prop de Godin.
| Godin | Coordenades                        | Diàmetre |
| ----- | ---------------------------------- | -------- |
| A     | 2° 42′ N, 9° 42′ E / 2.7°N,9.7°E   | 9 km     |
| B     | 0° 42′ N, 9° 48′ E / 0.7°N,9.8°E   | 12 km    |
| C     | 1° 30′ N, 8° 24′ E / 1.5°N,8.4°E   | 4 km     |
| D     | 1° 00′ N, 8° 18′ E / 1.0°N,8.3°E   | 5 km     |
| E     | 1° 42′ N, 12° 24′ E / 1.7°N,12.4°E | 4 km     |
| G     | 1° 54′ N, 11° 00′ E / 1.9°N,11.0°E | 7 km     |